# 步兵炮

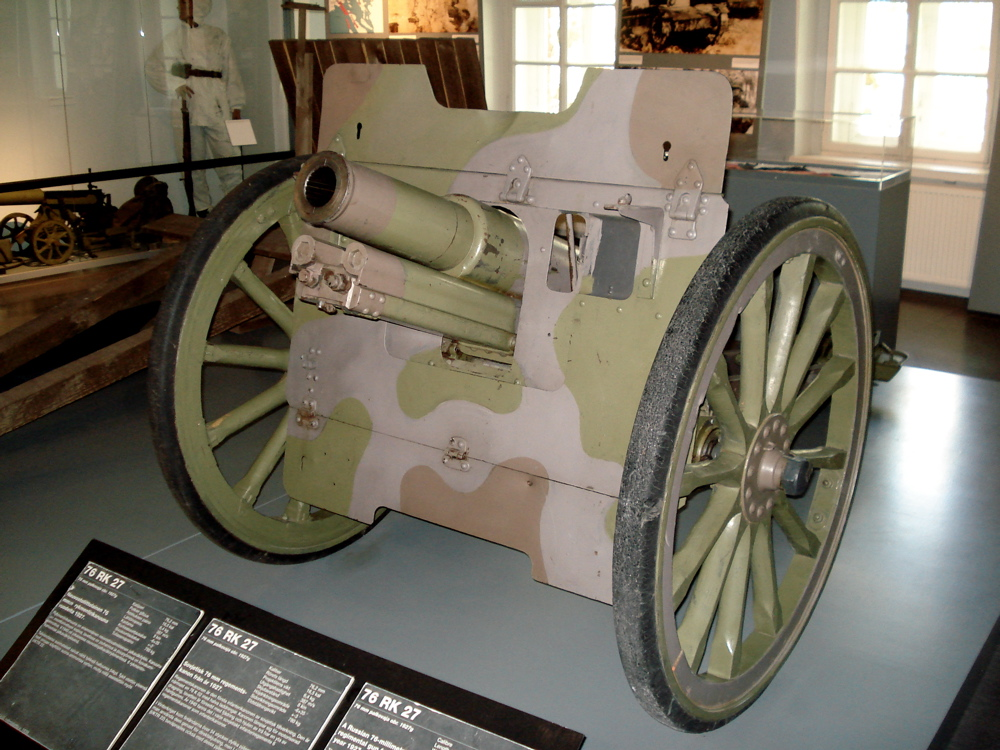
M1927式76毫米步兵炮

步兵炮（Infantry support guns or battalion guns），英文直譯為「步兵支援炮」，或是「营炮」，是用来增强步兵單位火力的一种大砲。營砲直接傳達了它的運用概念，步兵炮為最基礎的戰術指揮單位（營級）指揮官所能指揮的支援武器。步兵炮够在步兵分队指挥官的命令下提供火力支援，但實務上不只有營級，團級也會配備步兵炮。它們通常會比野戰炮更為緊緻，以便使用人力搬運，也更易於藏匿。

## 历史
步兵炮大約在17世紀後開始逐漸進入歐洲國家步兵部隊編制，英國國王詹姆斯二世在1686年為英國陸軍訂購了一批步兵炮，駐紮海德公園的7個步兵團，團下屬的步兵營編制有2門3磅砲。由於英國當時的道路品質不佳，馬匹品質也良莠不齊，因此配備給部隊輕砲也有較為務實的因素，倘若道路狀況惡劣時，步兵單位必須協助挽馬移動火炮。至18世紀，3磅砲更換為同樣可投射3磅砲彈的蚱蜢砲，每個營會有1名軍官與34名士兵接受英國皇家砲兵的訓練並授予軍銜，他們會操作2門3磅砲或2門6磅砲。
18世紀，普魯士腓特烈大帝的軍制改革中，確立了普魯士軍隊將使用霰彈的大砲配發到步兵團的設計，大砲最近射程為100碼（91.44公尺），此射程與當時線列步兵的燧發槍相同，因此可以強化步兵對射時的投射火力，並在步兵衝鋒時提供有效的推進火力。大砲要投入共同參與步兵攻擊則是腓特烈所堅持的戰術概念，這個概念對七年戰爭期間成為普魯士軍隊勝利的基礎之一。
腓特烈的戰術概念，以及普魯士軍隊的勝利為影響了西方砲兵戰術理論，歐洲其它國家的陸軍也借鑑此概念發展本國自用的步兵炮。
在18世紀，法國在1732年將陸軍火炮規格統一簡化成5款型號，其中最輕盈版本為瓦利埃4磅砲。但是對步兵炮來說，瓦利埃4磅砲仍然太重，法國雖然有開發侯斯登1磅砲試圖克服重量問題，但是並沒有普遍換發。在敗於普魯士後，法國砲兵大量借鑒了普魯士軍隊的炮兵戰術思維，並以這些思維重組法國砲兵部隊。其中步兵炮領域部分，雖然法國仍維持4磅砲彈的最低規格，但換用18倍徑砲管，並且大幅改善砲車機動性，法國軍官設計了可以裝在火炮工具與彈藥的4輪前車，搭配火炮，並且以4匹挽馬弋引砲組，這個砲組架構非常成功，並且持續使用到20世紀以後。
步兵炮的發展在19世紀末至20世紀初達到頂點，在機關槍普遍配發給步兵後，除了對抗步兵方陣外，摧毀敵方重機槍火力點、以及在堑壕战時破壞障礙物等，在第一次世界大戰期間步兵炮需求與編制大量增加，其中又以法國37毫米1916年式TRP步兵炮最為知名。但是在戰車與迫擊炮出現後，運用步兵炮的概念受到很大挑戰。迫擊炮提供了軍隊指揮官更輕盈低價的曲射支援火力，而戰車的防禦力則厚重到無法用短砲管的火炮擊穿，營級步兵炮開始被反坦克炮所替換，而團級步兵炮則朝更大口徑的火炮演化，最後與山炮概念合流。
第二次世界大戰後，因為無後座力炮、火箭彈發射器、反戰車飛彈等武器的普及，步兵支援火力不再僅限制在火炮範疇，步兵炮也就從軍隊編制中消失。

## 型号

### 比利时
- Canon de 76 FRC

### 法国
- 37毫米1916年式TRP步兵炮（英语：Canon d'Infanterie de 37 modèle 1916 TRP）

### 德国
- 7.5 cm le.IG 18
- 7.5cm sIG 37
- 15cm sIG33
- 7.6cm IG 260(b)

### 意大利
- 百祿47毫米反坦克炮

### 日本
- 狙撃炮
- 十一年式步兵炮
- 十一年式曲射步兵炮
- 九二式步兵炮
- 九七式迫擊炮

## 外连
- "Battalion guns" from the A Military Dictionary: Or, Explanation of the Several Systems of Discipline of Different Kinds of Troops, Infantry, Artillery, and Cavalry William Duane, no. 98, Market Street, 1810